# アジェール・デュボス
アジェール・デュボス（Angèle Dubos、1844年12月22日 - 1916年11月26日）は、ノルマンディー出身のフランス人画家。
1844年に出生名ロール・コンサンス・アジェール・デュボスとして、フランスの北部にあるレーグルで生まれたデュボスはサロン・ド・パリにおいて作品を発表した。

## 経歴
1844年に生まれる。フランスのノルマンディー地域圏にあるオルヌ県において、フランス人画家のシャルル・シャプランの門下生となり絵画の手解きを受けていた。当初より作品の質の高さに注目が集まっていた。1866年にサロン・ド・パリで「La Prière」を出展した際には、雑誌のコラムニストであるル・フォワイエ（Le Foyer）が「……素朴で人々の心を動かすその才能こそが芸術本位で素晴らしい質の高さを証明しており、デュボス嬢の芸術的未来を大いに予感させるものだ」と述べている。
1867年から1884年にかけて、デュボスはパリや地方の美術展に積極的に参加した。1873年に発表した「Rolande」がカルヴァドス県の県庁所在地であるカーンで開催された展覧会においてゴールドメダルを獲得。この作品はのちに美術館展示用として当局に買取りとなった。彼女の能力は同業者や評論家から高く評価された。作品名「La Sultane」が出品された1876年のサロンで、ある評論家が「彼女は制作における熱意、安心感や穏やかさを持ち合わせた、分かりやすい方法で描いている」と評したと云われる。1886年に線描画「Le Dèjeûner de Mile Rose」が出品された時、雑誌『La Revue Normande et Parisienne』においてはシャブランにおける最も優秀な門下生として挙げられている。
1901年6月、アジェールは50代後半になってコレーズ県の郵便局長であるピエール・ルイ・ブルドンと結婚した。
1879年制作と推定される作品名「The New Song」は、1905年刊行の『Women Painters of the World』に掲載された。
アジェール・デュボスはノルマン・アカデミー会員であった 。彼女の没年については1916年11月26日の説が提示されているが不明のままである。

## 代表作
- La Prière（1866年）
- Rolande（1873年）
- In room（1873年）
- La Sultane（1876年）
- A New Song（1879年）